# Nogu Svelo!
Nogu Svelò! (en rus: Ногу свело! Rampa a la Cama!) és un grup de rock rus de Moscou, associat normalment amb l'humor i la paròdia que generalment utilitza melodies senzilles. Han experimentat amb molts estils diferents parant atenció a la instrumentació, als arranjaments i a la producció. El seu estil estrambòtic dels noranta va donar pas a un so més simple i accessible a nivell comercialment.
El grup Nogu Svelò! es va fundar el 1988 pel cantant i baixista Max Pokrovsky. Als inicis la banda formava part del Laboratori de rock de Moscou, una organització que donava suport a grups independents i prometedors. Quan aquesta organització va tancar, Nogu Svelo! ja havia gravat dos àlbums i havia participat en diversos festivals i ja eren bastant coneguts fora de Moscou.
Els seus dos primers discs són difícils de trobar, fins i tot a Rússia.

## Discografia
- 1992 - Kaprizy manekènschits (Капризы манекенщиц; 'Els capricis dels models')
- 1993 - 1:0 v pol'zu dèvochek (1:0 в пользу девочек; '1-0 a favor de les nenes')
- 1993 - Haru Mamburu (Хару Мамбуру)
- 1995 - Sibìrskaya Lyubov' (Сибирская любовь; 'Amor siberià')
- 1997 - Schàstliva potomù chto berèmenna: Siniy al'bom (Счастлива, потому что беременна: Синий альбом; 'Feliç perquè estic embarassada. Àlbum blau')
- 1998 - Schàstliva potomu chto beremenna: Zelyony al'bom (Счастлива, потому что беременна: Зелёный альбом; 'Feliç perquè estic embarassada. Àlbum verd')
- 1999 - Kally (Каллы; 'Callas')
- 2000 - Boks (Бокс; 'Boxa')
- 2002 - V temnotè (В темноте; 'A la foscor')
- 2004 - Otkrovènnye fotografii (Откровенные фотографии; 'Revelant fotografies')
- 2005 - Vremya-den'gi (Время-деньги; 'el temps són diners') (Banda sonora)
- 2005 - Idyom na vostok! (Идём на Восток!; 'Anem a l'est!')
- 2005 - reestrenant dels àlbums 'Feliç perquè estic embarassada. Àlbum blau', 'Feliç perquè estic embarassada. Àlbum verd' i 'Boxa'
- 2011 - Obràtnaya storonà nogì (Обратная сторона ноги; "El revers de les cames")

## Senzills
- 2000 - Matnaya pesnya (Матная песня; 'Cançó Bruta')
- 2002 - Benzin (Бензин; 'Benzina')
- 2004 - Ya - ne posledniy geroy! (Я — не последний герой!; 'No sóc l'últim heroi!')
- 2004 - Reklàmnoe mesto sdayotsya! (Рекламное место сдаётся!; 'Espai publicitari a lloguer!')

## VHS
1995 'Amor siberià'. Espectacle a la sala de concerts Central Estatal de Rússia.

## DVD
- 2005 - Pyatnadtsatiletie: Yubileyny kontsert v teatre Estrady (Пятнадцатилетие: Юбилейный концерт в театре Эстрады; '15è Aniversari. Espectacle al teatre Estrada de Moscou')
- 2007 - Potéryanny poezd (Потерянный Поезд; 'El tren perdut')
- 2011 - 'L'altre Costat de la cama' col·lecció de vídeos.